# Vische
 Vische  Olaszország Piemont régiójának, Torino megyének egy községe.

## Földrajza

Vische község Torino megye térképén

A vele szomszédos települések: Borgomasino, Candia Canavese, Mazzè, Moncrivello (Vercelli megye), Strambino, Vestignè és  Villareggia.